# Scinax pachycrus
Espèce
Synonymes
- Hyla pachycrus Miranda-Ribeiro, 1937
- Hyla pickeli Lutz & Lutz, 1938

Statut de conservation UICN

 LC  : Préoccupation mineure
Scinax pachycrus est une espèce d'amphibiens de la famille des Hylidae.

## Répartition
Cette espèce est endémique du Brésil. Elle se rencontre, :
- dans le nord de l'État du Minas Gerais ;
- dans l'État de Bahia ;
- dans l'État du Sergipe ;
- dans l'État de l'Alagoas ;
- dans l'État du Pernambouc ;
- dans l'État de la Paraíba.

## Publication originale
- Miranda-Ribeiro, 1937 : 'Sobre una collecção de vertebrados do nordeste brasileiro. Primeira parte: peixes e batrachios. O Campo, vol. 1937, p. 54-56.